# Eodelphis
Eodelphis és un gènere extint de mamífers metateris de la família dels estagodòntids que visqueren a Nord-amèrica durant el Cretaci superior, fa entre 66 i 85,8 milions d'anys. Se n'han trobat restes fòssils a la província canadenca d'Alberta i els estats estatunidencs de Montana, Nou Mèxic i Utah. Les espècies d'aquest grup eren més petites que les de Didelphodon, els seus parents més propers. Així mateix, tenien les últimes dents premolars menys robustes i les dents molars superiors de forma més esvelta. El nom genèric Eodelphis significa ‘Didelphis de l'alba’.